# Aivaras Baranauskas
Aivaras Baranauskas (6 de abril de 1980) es un ciclista lituano que fue profesional de 2006 a 2008.

## Palmarés
2003
- 3.º en el Campeonato de Lituania en Ruta
- Gran Premio de Beuvry-la-Forêt

2004
- 3.º en el Campeonato de Lituania en Ruta
- 1 etapa del Tour de Bulgaria

2005
- Campeonato de Lituania en Ruta
- Gran Premio de la Villa de Pérenchies

2008
- Gran Premio de Beuvry-la-Forêt